# Batalla d'Asculum (279 aC)
La batalla d'Asculum (o Ausculum) va tenir lloc al 279 aC entre la República Romana sota el comandament del cònsol Publi Deci Mus i la força combinada dels tarentins, els oscos, els samnites, i els epirotes, sota el comandament del rei Pirros. Aquesta batalla s'emmarca en el conflicte Romà anomenat Guerres pírriques, per controlar la Magna Grècia.

## Exèrcits
Aquesta batalla va ser la segona entre l'exèrcit grec, basat en la falange i la legió romana. Els dos exèrcits estaven igualats en nombre.
Els romans tenien més infanteria (quatre legions, 25.000 romans, a més d'aliats Dauni) i 300 dispositius anti-elefants. Després de la batalla d'Heraclea, en què els elefants de guerra grecs van tenir un fort impacte en els romans, a les legions se'ls va proporcionar armes inflamables i dispositius anti-elefants: carros de braus que duien piques llargues per clavar-les als elefants, testos de foc per espantar-los i els vèlits que llançaven javelines als elefants per allunyar-los.
Pirros va desplegar la infanteria macedònica i la cavalleria, la infanteria de mercenaris grecs, els aliats grecs, els italians, entre ells una milícia tarentina, 20 elefants, i la infanteria i la cavalleria samnites. L'exèrcit grec tenia un avantatge en la cavalleria i els 20 elefants. Per tal de contrarestar la legió romana més flexible, Pirros havia barrejat algunes tropes lleugeres itàliques en la seva falange.

## Batalla
La batalla va durar dos dies. Com era normal en aquella època, tots dos exèrcits van desplegar la seva infanteria en el centre i la cavalleria als flancs. Al principi, Pirros va situar la seva guàrdia personal i als elefants de guerra al darrere de la infanteria com a reserva.
El primer dia, la cavalleria i els elefants de Pirros van ser bloquejats pels arbres i turons on es desenvolupava la batalla. No obstant això, les falanges no van tenir inconvenients en el seu enfrontament amb les legions romanes. Els macedonis van derrotar a la primera legió romana i els seus aliats itàlics de l'ala esquerra, però la tercera i quarta legions van derrotar els tarentins, els oscos i els epirotes al centre, mentre que els daunis atacaven el campament grec. Pirros va enviar a una part de la seva cavalleria de reserva per tapar el buit en el centre de la seva formació i a un altre grup de cavalleria, amb alguns elefants, per espantar als daunis. Quan aquests es van retirar cap a un turó escarpat i inaccessible per als animals, va decidir desplegar els seus elefants contra la tercera i quarta legions. Aquestes també es van refugiar als turons arbrats, però no van aprofitar l'avantatge, ja que els arquers i foners que escortaven els elefants disparaven projectils amb foc, incendiant els arbres. Pirros va decidir enviar als atamans i als acarnanis (tots dos pobles grecs aliats dels epirotes) i samnites per forçar els seus adversaris a sortir de l'arbreda, però van ser dispersats per la cavalleria romana. Tots dos bàndols es van retirar de la batalla al vespre sense que cap hagués aconseguit un clar avantatge.

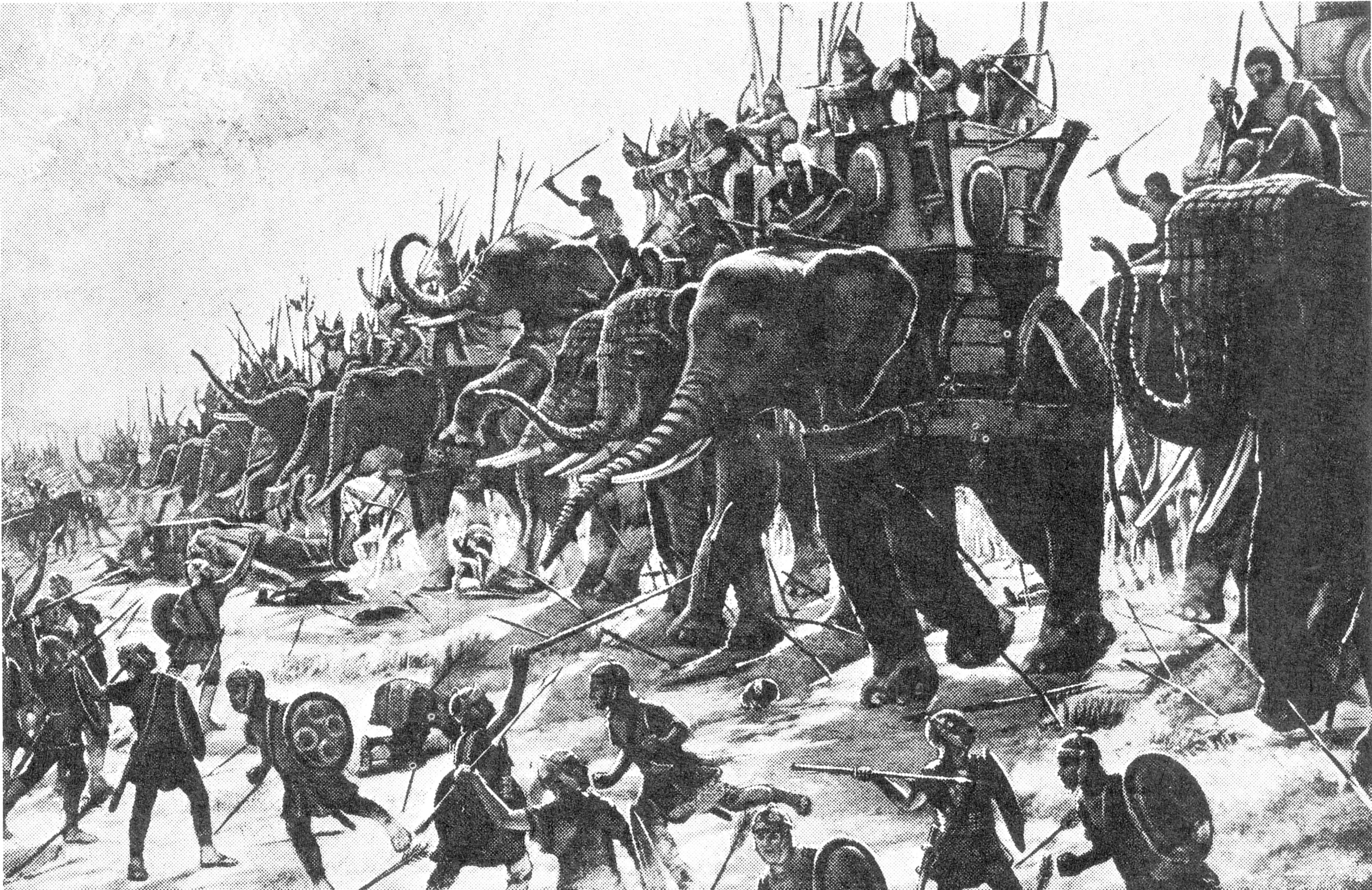
Càrrega d'elefants contra l'exèrcit romà.

A l'alba, Pirros se situa amb la infanteria lleugera en el terreny que havia resultat ser un punt feble el dia anterior, cosa que va forçar als romans a entaular una batalla en camp obert. Igual que en la batalla d'Heraclea, les legions romanes i les falanges macedòniques van combatre fins que una càrrega d'elefants recolzada per infanteria lleugera va trencar la línia romana. En aquest moment, els romans van enviar els seus «carros anti-elefants», que només van resultar efectius durant uns breus instants, ja que els Psiloi, després de rebutjar la cavalleria romana, van acabar amb els soldats que conduïen els carros. Els elefants van carregar immediatament contra la infanteria, que va començar a retrocedir. Simultàniament, Pirros va carregar amb la seva guàrdia personal per completar la victòria. Els romans es van retirar desordenadament al seu campament.
Pel que fa al resultat de la batalla, els autors antics ho expliquen de diferents maneres. Jerònim de Càrdia explica que Pirros va obtenir una victòria, Dionisi d'Halicarnàs diu que va ser un empat, i els annalistes romans reclamen la victòria per Roma. L'última afirmació és falsa, i sembla que Pirros va ser superior en la batalla, tot i que la victòria no va ser decisiva.

## Conseqüències
Els romans van perdre 6.000 homes, i Pirros, 3.500, inclosos molts dels seus oficials. Aquesta victòria grega, amb tan escàs marge i grans pèrdues, va portar a la creació del terme victòria pírrica per referir-se a una victòria que s'aconsegueix amb un gran cost humà. Pirros, en un moment posterior a la batalla, va dir: «Una altra victòria com aquesta i estarem acabats», encara que altres fonts suggereixen que va ser:«Una altra victòria com aquesta i tornaré sol a Epir». Segons la tradició Publi Deci Mus va morir durant la batalla, en lliurar la seva vida als déus a canvi de la victòria, encara que altres escrits suggereixen que va sobreviure.
Sabent que la seva situació era desesperada, a causa de les grans pèrdues que havia patit tot i la victòria, Pirros va oferir una treva a Roma. No obstant això, el Senat romà es va negar a acceptar qualsevol acord mentre Pirros mantingués les seves tropes en territori italià. Roma, en canvi, va decidir signar un tractat amb Cartago contra Pirros, cosa que va tallar la seva carrera militar, ja que les ciutats gregues, a les que ell deia defensar sentien que per culpa seva havien perdut l'oportunitat d'aliar-se tant amb Roma com amb Cartago. L'única esperança grega hauria estat aliar-se amb una de les dues potències i provocar un enfrontament entre elles.
Moltes d'aquestes ciutats li van retirar el suport. A més, el fet que tot i seguir vencent en totes les batalles perdia més homes dels que es podia permetre, va fer que es traslladés a Sicília després de dues campanyes. Allà, els cartaginesos ja es trobaven assetjant Siracusa pel que Pirros es va desviar i va prendre posicions a Palerm, negant-se a lliurar Sicília a Cartago, i va arribar a acorralar a aquests a Lilibèon. Finalment, Pirros va ser derrotat en sòl itàlic a la Batalla de Benevent l'any 275 aC, i després va tornar a la seva terra.